# Boot Service Discovery Protocol
Das Boot Service Discovery Protocol (BSDP) ist eine von Apple entwickelte, standardkonforme Ergänzung von DHCP um spezielle Optionen, die eine weitergehende Beschreibung über die im Netzwerk vorhandenen bootbaren Images (Systemabbilder) ermöglichen. Hierzu werden bestimmte DHCP-Optionen, nämlich die „vendor specific information“-Option (Nr. 43, auch „vendor encapsulated options“) und die „vendor class identifier“-Option benutzt (Nr. 60). Beide Optionen sind nach dem DHCP-Standard für Hersteller-eigene Nachrichten, somit also auch für BSDP vorgesehen.
Derzeit existieren offenbar drei Versionen von BSDP, benutzt wird aber vorzugsweise Version 1.0. Gemeinsam ist allen Versionen, dass es beispielsweise ermöglicht wird, auf einem Server mehrere bootbare Images vorzuhalten, aus denen am Client ausgewählt werden kann.
Die Referenzimplementation von BSDP findet sich im BOOTP-Server von Darwin, der auch in Mac OS X Server enthalten und dort Teil des beworbenen „NetBoot“ ist.

## Beschreibung

### Inhalt von Vendor Class
Bei DHCP-Server und DHCP-Client enthält die Vendor Class-Option „AAPLBSDPC“ (ASCII-codiert), um die BSDP-Fähigkeit anzuzeigen; der Client beschreibt zudem - abgetrennt durch „/“ – seine Architektur („ppc“ oder „i386“) und wiederum abgetrennt durch „/“ eine System-ID. Beispielsweise schickt ein iMac mit Intel-Architektur als Vendor Class:
```
AAPLBSDPC/i386/iMac4,1
```

### Inhalt der Vendor Encapsulated Options
Die übrige Kommunikation erfolgt über die Vendor Encapsulated-Option, wobei hier eine oder mehrere Nachrichten zu einer Meldung aneinandergereiht werden. Jede einzelne solche Nachricht ist folgendermaßen aufgebaut:
| Byte-Position | Inhalt                |
| ------------- | --------------------- |
| 0             | Art der Nachricht     |
| 1             | Länge n der Nachricht |
| bis n–2       | Nachricht             |

Die nachfolgende Tabelle beschreibt die möglichen Nachrichten-Arten; die Datentypen aller Nachrichten sind, sofern es sich um Integer-Werte handelt, ohne Vorzeichen (unsigned) und als Big-Endian zu interpretieren.
| Wert | Bedeutung                                       | Datentyp der Nachricht selbst |
| ---- | ----------------------------------------------- | --- |
| 1    | Nachrichten-Klasse                              | 8 Bit int - 0x00: keine - 0x01: LIST - 0x02: SELECT - 0x03: Fehler |
| 2    | benutzte BSDP-Version                           | 16 Bit int - 0x0000: Version 0.0 - 0x0100: Version 1.0 - 0x0101: Version 1.1 |
| 3    | Server-Kennung                                  | IP-Adresse des Servers, je 1 Byte für eine Komponente: c0 a8 64 01 entspricht 192.168.100.1 |
| 4    | Server-Priorität                                | 16 Bit int |
| 5    | Port für Antwort                                | 16 Bit int |
| 6    | „boot image list path“                          | String |
| 7    | ID des Standard-Boot-Images                     | 32 Bit int (Vergleicht man dies mit der Apple-Spezifikation über die Anzahl der möglichen IDs, so stellt man fest, dass maximal 65535 IDs vergeben werden können. Dies entspricht gerade 16 Bit, obwohl 32 Bit reserviert wurden. Bei allen bislang verglichenen IDs waren jedoch die höherwertigen 16 Bit gleich 1000 0001 0000 0000 (0x8100), was darauf hinweist, dass dieser Bereich zusätzliche Informationen beinhaltet, möglicherweise über Art und Version des zu bootenden Betriebssystems.)                                                                 |
| 8    | ID des ausgewählten Boot-Images                 | 32 Bit int |
| 9    | Liste der Boot-Images                           | ? |
| 10   | „netboot 1.0 firmware“                          | ? |
| 11   | Filter-Liste für Image-Attribut                 | ? |
| 128  | „shadow mount path“                             | String (URL) Möglich ist hier die Angabe einer im Netzwerk erreichbaren Freigabe, auf die dann zum erfolgreichen Start notwendige Daten geschrieben werden. Wird diese Option nicht angegeben und ist lokal auch kein Speichermedium verwendbar, so wird der Boot-Prozess bei Mac OS X abgebrochen. Mac OS X, das 2016 in macOS umbenannt wurde, unterstützt als „shadow mount path“ offiziell nur AFP, allerdings war anscheinend auch einst an die Verwendung von NFS gedacht – dies funktioniert jedoch erst nach einer Modifikation der Startdateien des Systems. |
| 129  | „shadow file path“                              | String (URL) |
| 130  | „machine name“ (Name des zu bootenden Systems?) | String |

### Beispiel
Zur Verdeutlichung des Aufbaus einer Vendor Encapsulated-Option sei hier das nachfolgende Beispiel betrachtet:
```
0000 01 01 02 08 04 81 00 07 e5 82 0a 4e 65 74 42 6f 6f ........ ..NetBoo
0010 74 30 30 31           t001
```

Der erste Teil ist hier 01 01 02, die Art dieses ersten Nachrichten-Teils ist also „Nachrichten-Klasse“, die Daten sind ein Byte lang und der Inhalt besagt, dass das gesamte Paket eine „SELECT“-Meldung darstellen wird. Die Folge 08 04 81 00 07 e5 besagt, dass das Boot-Image mit der ID 2164262885 ausgewählt wurde. Schließlich besagt 82 0a 4e 65 74 42 6f 6f 74 30 30 31, dass ein String mit 0x0a = 10 Zeichen, nämlich „NetBoot001“ den Namen des zu bootenden Systems angibt.

## Quelle
- eigene Kommunikationsmitschnitte, abgehört mit Wireshark